# Saïd Zaïdi
Pour les articles homonymes, voir Zaidi.
Said Zaidi, né selon les sources le 1er octobre 1986 à Casablanca, est un footballeur marocain. Il évolue au poste d'arrière droit, durant le mercato hivernale il est preté au Chabab Rif Al Hoceima.

## Carrière
- 2006-jan. 2011 :  Wydad de Casablanca
- jan. 2011-2015 :  Chabab Rif Al Hoceima
- 2015-2017 :  Hassania d'Agadir

## Palmarès
- Champion du Maroc en 2010 avec le Wydad de Casablanca